# レ・ズアン
レ・ズアン（黎 筍、ベトナム語：Lê Duẩn / 黎筍、1907年4月7日〈成泰19年2月25日〉 - 1986年7月10日）は、ベトナムの革命家、政治家。ホー・チ・ミンの後継者として北ベトナムを率い、南北ベトナムの統一後、初代ベトナム共産党中央執行委員会書記長として統一ベトナムの最高指導者となった。

## 経歴
クアンチ省チエウフォン県に生まれる，原名レ・バン・ニュン(Lê Văn Nhuận/黎文潤)。1920年代後半、鉄道員として働きながらファン・ボイ・チャウ恩赦要求運動（1925年）などの愛国運動に参加。1928年、新越革命党（インドシナ共産党の前身）に入党。1930年から1936年まで投獄される。その後、インドシナ共産党中圻地方委員会書記を務め、1939年に党中央委員に選出されたが、1940年に再び投獄され、1945年8月に釈放された。同年9月2日、ホー・チ・ミンを国家主席とするベトナム民主共和国（北ベトナム）が建国される。レ・ズアンはその後、主としてベトナム南部で活動し、1947年に南部地方委員会書記、1951年に南部中央局書記を務め、同年のベトナム労働党結党大会（この大会はインドシナ共産党からの継続を強調して公式には第2回党大会とされる）で党政治局員に就任した。ズアンは南ベトナムにおける地下組織の拡大などを指導し、後に党内で南部派と目されるようになった。1954年、南部中央局を改組した南部委員会書記に就任。
チュオン・チンの党第一書記解任にともない、1957年に首都ハノイに戻され書記局員に就任し、第一書記の職務を代行した。1960年の第3回大会で党第一書記に就任。党内序列でホー・チ・ミン党主席に次ぐ地位を占め、党務の実質的な統括責任者としてベトナム戦争時の労働党を指導した。
1969年にホー・チ・ミンが死去し党主席が空位になると、引き続き第一書記として名実ともに党のトップに立った。北ベトナムの主導により南北ベトナムが統一され、1976年7月2日にベトナム社会主義共和国が建国。同年12月、第4回党大会でベトナム労働党はベトナム共産党と改称し、レ・ズアンは党書記長に就任した。ベトナムの国家機構は共産党の指導を受けることが憲法で明記されており、ベトナムの政治構造上、党書記長となったズアンは同国の最高指導者となった。
その後レ・ズアンは南ベトナムの急速な社会主義化を推進し、計画経済に依拠する社会主義経済システムの貫徹を目指した。一方外交面では関係が悪化した中華人民共和国に対抗するためソビエト連邦との関係を強化し、1978年にコメコンへ加盟、1979年11月にはソ越友好協力条約を締結した。同年12月、中国が支援する隣国カンボジアのポル・ポト政権（クメール・ルージュ）を打倒するためカンボジア侵攻を決行し、また国内の華人を中国に追放（ベトナム側による国外追放か華人自身による亡命かで、両国の見解は一致していない）し、1979年に中越戦争が勃発した。こうした外交政策は国際的な孤立を招き、著しい経済困難に陥ったため、1979年以降は「新経済政策」を提唱し、生産請負制の導入、農産物取引の一部自由化を進めた。1985年には価格統制の廃止、デノミネーションなどを打ち出したが、大規模なインフレーションを引き起こしたため、国民の不満は高まった。党内でもより抜本的な経済改革が不可避であるとの議論が多数を占めるに至ったが、すでに病床に臥していたズアンはリーダーシップを発揮することはなかった。
腎臓病が悪化し、治療のため1986年1月から3月にソ連に滞在。同年5-6月の第5期中央委員会第10回総会において、書記長の職務をチュオン・チン、ファム・ヴァン・ドン、レ・ドゥク・トの3政治局員で代行することが決まった。この総会でレ・ズアンは権力を失ったとされ、そして7月10日に死去した。後継書記長にはチュオン・チンが就任し、同年12月の第6回党大会でドイモイを発動するまでのつなぎ役を果たした。
現在では、ホー・チ・ミンから引き継いだ祖国統一を果たしたものの、むしろその後の政策に対する批判が強く、特に「自らをホー・チ・ミンに比肩しようとした」言動があったとされているため、市民の評価は高くない。